# Torre del Cerro Gordo
La torre del Cerro Gordo se encuentra en el municipio de Alcalá la Real, provincia de Jaén, comunidad autónoma de Andalucía,  España.

## Descripción
Es una torre de vigilancia o atalaya que presenta un lamentable estado de conservación al ser utilizado el cuerpo superior en la construcción de un cortijo que aparece junto a la torre. En el cuerpo inferior se aprecia un reforzamiento en la base de forma troncocónica poniéndola en relación con la torre del Cascante y la torre de la Dehesilla (Alcalá la Real). Su resolución constructiva es idéntica a las mencionadas, es decir: un relleno interior de piedras en la base y un enlucimiento exterior de sillares bien trabajados.